# ヤコブ・ベッケンシュタイン
ヤコブ・デヴィッド・ベッケンシュタイン（Jacob David Bekenstein, 1947年5月1日 - 2015年8月16日）は、イスラエルの物理学者。ブラックホール熱力学の創立に、また情報と重力のあいだの他の見方について貢献したことで知られる。
メキシコのメキシコシティ生まれ。ヘブライ大学の理論物理学の教授。

## 主な業績
1972年にベッケンシュタインは初めてブラックホールに対して明確にエントロピーを持つことを提唱した。ベッケンシュタインはまた熱力学の第二法則をブラックホールを含む系でのブラックホール熱力学として定式化をした。それはまた、二年後にスティーヴン・ホーキングのホーキング輻射が存在することに対して肯定となるものであった。

## 主な受賞歴
- 1998年 - ロスチャイルド賞
- 2006年 - イスラエル賞[1]
- 2012年 - ウルフ賞物理学部門[2]
- 2015年 - アインシュタイン賞[3]